# Boys on the Docks
Boys on the Docks — первый мини-альбом Dropkick Murphys, вышедший в 1997 году, одна из первых записей группы в целом.

## Об альбоме
«Never Alone» и паб-версия песни Murphys «Boys on the Docks» присутствовали также на их дебютном альбоме Do or Die, который был выпущен в следующем году. «Caps and Bottles» вошёл позже в их альбом 2001 года Sing Loud, Sing Proud!. Трек «In the Streets of Boston», записанный совместно с группой The Business, вошёл в сплит-альбом Dropkick Murphys «Mob Mentality» и слегка видоизменён, как «In the Streets of London». Это единственный EP группы, в записи которого принял участие первый вокалист группы Майк Макколган, в данный момент являющийся фронтменом стрит-панк-коллектива Street Dogs.

## Список композиций
- Все песни написаны Риком Бартоном и Кеном Кейси, кроме отмеченных.

1. «Boys on the Docks» — 2:31
2. «Never Alone» — 2:59
3. «In the Streets of Boston» (Кейси, Клоус, Макколган)— 1:15
4. «Caps and Bottles» — 2:41
5. «Eurotrash» (Бартон, Кейси, Макколган) — 1:48
6. «Front Seat» (Бартон, Макколган) — 2:19

## Участники записи
- Майк Макколган — вокал
- Кен Кейси — бас-гитара
- Рик Бартон — гитара
- Джефф Ерна — барабаны